# جیسون کوک (بازیکن فوتبال)
جیسون کوک (انگلیسی: Jason Cook؛ زادهٔ ۲۹ دسامبر ۱۹۶۹) بازیکن فوتبال اهل بریتانیا است.
از باشگاه‌هایی که در آن بازی کرده‌است می‌توان به باشگاه فوتبال کولچستر یونایتد، باشگاه فوتبال ساوتند یونایتد، باشگاه فوتبال تاتنهام هاتسپر، باشگاه فوتبال براینتری تاون، و باشگاه فوتبال داگنم و ردبریج اشاره کرد.